# مسجد دبي الكبير
يقع المسجد الكبير في إمارة دبي، الإمارات العربية المتحدة. يقع بين سوق المنسوجات التقليدي ومتحف دبي قريبا من منطقة بر دبي، إلى الجنوب من المعبد الهندي. بني في الأصل عام 1900 دمّر المسجد ثم أعيد بناؤه عام 1960, ثم أجريت عليه عمليات توسعة عديدة (المسجد الحالي). يتسع المسجد الآن لحوالي 1,200 مصلٍ. لا يسمح لغير المسلمين بدخول المسجد، لكن يسمح بالدخول إلى المئذنة حيث يمكن التصوير منها.

## التاريخ
كان المسجد في الأصل كتاب (مدرسة) لتدريس القرآن وقد بدأ في استقبال أول فوج من الطلاب عام 1900 لتعليمهم القرآن بطريقة الحفظ الأصم. استبدل المبنى بمسجد جديد في نفس الموقع عام 1960 ثم أعيد بناؤه عام 1998، بأسلوب بناء لم يختلف عن البناء الأصلي الذي يعود لعام 1900 يعتبر هذا المسجد أحد أكبر مساجد دبي وقد لعب دور ديوان الهيمنة في المدينة.

## العمارة
أطول منارة مهيبة للمسجد هي 70 مترا (230 قدم)، وتعتبر المئذنة الأطول ارتفاعا في دبي، الجدران الرملية الرمادية غير مزينة بشكل عام، ولكن هنالك نقش قرآني كبير مرصع فوق الأعمدة الخمسة لواجهة المدخل، والتي تقع في الجزء العلوي من رحلة قصيرة من ست درجات. . تغطي القباب الصغيرة ال 45 والتسع الأكبر حجما مع المئذنة الطويلة سقف المسجد الحرام. جهزت النوافذ الخشبية بالزجاج الملون المصنوع يدويا وتمتزج جيدا مع طبيعة البيوت في بر دبي القديمة، وصممت مئذنتها على الطراز المعماري الأناضولي. يتسع المسجد ل 1,200 شخص من المصلين. وأقرب محطة مترو هي الفهيدي.